# Garcia de Sá
Garcia de Sá (Porto, ca. 1486 — Goa, 13 de Junho de 1549), fidalgo da Casa Real, foi o 14.º governador da Índia (1548), sucedendo a D. João de Castro, cargo em que faleceu, sendo sepultado na capela-mor da igreja de Nossa Senhora do Rosário, em Goa. No seu curto governo, integrou no território do Estado de Goa as províncias de Bardez e Salcete e conseguiu que o rei de Tanor se convertesse ao cristianismo.
Era senhor da quinta da Quintã, em Sardoura, (Castelo de Paiva), prazo do mosteiro de Vila Boa do Bispo, que deu em dote a sua filha D. Leonor, por procuração feita na Índia a Diogo Brandão Sanches, a 24 de Outubro de 1549, registado no prazo em 1552. Como D. Leonor não teve geração, deve depois ter ficado para sua única irmã D. Joana de Albuquerque. 
De Garcia de Sá há várias cartas e mandados como governador e capitão-general da Índia, bem como cartas para o rei e para o secretário de Estado Pedro de Alcáçova Carneiro.
Foi governador depois de um longa  carreira na Índia portuguesa. A 28 de Junho de 1522 tomou posse como governador e capitão-mor de Malaca. 
Em 1527 comandou uma armada que foi às ilhas de S. Miguel.
A 22 de Fevereiro de 1528 teve provisão para receber 1 000 reais, assinando o recibo, valor relativo à venda que, com seu irmão Francisco de Sá, fez a D. João III do ofício de vedor da fazenda do Porto, que herdaram do pai.
Garcia de Sá nasceu no Porto, filho de João Rodrigues de Sá, camareiro-mor e fidalgo do Conselho de D. Afonso V, que lhe deu os condados de Massarelos (15 de Março de 1468) e de São João da Foz (29 de Dezembro de 1469), alcaide-mor do Porto de juro e herdade (16 de Junho de 1449), senhor de Matosinhos, Sever, Barreiro, Paiva, Baltar, Gondomar, Aguiar de Sousa e Bouças (13 de Fevereiro de 1459), etc., e de sua 3.ª mulher (casados com confirmação real de 21 de Junho de 1484, recebendo ela de arras os senhorios de Gondomar e Aguiar de Sousa) D. Joana de Albuquerque.
Garcia de Sá casou com a D. Catarina Pires, «a flor de Miragaia», retratada por Camilo Castelo Branco, que faleceu em Goa em Novembro de 1546 e jaz em cenotáfio de mármore branco, na parede da capela-mor da igreja de Nossa Senhora do Rosário, com a seguinte inscrição: «Aqui jaz D. Catarina molher de Garcia de Saa a qual pede a quem isto ler que peça misericordia a Deus para sua alma».
Tiveram duas filhas, D. Joana de Albuquerque e D. Leonor de Sá, consideradas a mais belas mulheres portuguesas do seu tempo. Casaram ambas no mesmo dia, na Sé de Goa. 
D. Joana casou com D. António de Noronha (1517-1550), capitão-mor das naus da Índia, filho do vice-rei D. Garcia de Noronha, com geração. 
D. Leonor casou com Manuel de Sousa de Sepúlveda, que a História Trágico-Marítima retrata e Camões canta, com geração extinta.